# Ангелски събор
„Ангелски събор“ (на турски: Arnavutköy Tahsiarhis Rum Kilisesi) е гръцка православна църква, разположена в квартал Арнавуткьой на Истанбул, Турция.
Първоначално църквата е построена през XVI век, но впоследствие многократно е изграждана наново. Сградата на действащия храм е построена в периода 1896 – 1899 г. Според надпис в църквата тя е построена от Музурос паша.
През 2025 г. за първи път от 166 години в „Ангелски събор“ е отслужено богослужение на български език, в памет на Стефан Богориди.